# Quality Soft Core
Quality Soft Core is het debuutalbum van de Amerikaanse ska-punkband Mad Caddies. Het album werd uitgegeven op 6 mei 1997 via Honest Don's Records. Het is het enige album dat de band bij dit label heeft laten uitgeven. De andere studioalbums van Mad Caddies werden hoofdzakelijk uitgegeven bij het moederlabel van Honest Don's Records, Fat Wreck Chords. In 2022, om het 25-jarige bestaan van het label te vieren, werd ook dit album (her)uitgegeven onder Fat Wreck Chords.

## Nummers
1. "I'm So Alone" - 4:09
2. "Distress" - 3:49
3. "Cup O' Tea" - 1:44
4. "The Bell Tower" - 2:42
5. "No Sé" - 2:41
6. "Crew Cut Chuck" - 1:56
7. "Goleta" - 1:24
8. "Big Brother" - 3:25
9. "LG's" - 3:20
10. "Polyester Khakis" - 2:20
11. "Preppie Girl" - 2:35
12. "Mum's the Word" - 1:38
13. "Sad Reggie" - 4:50

## Band
- Chuck Robertson - zang
- Mark Iversen - basgitaar
- Todd Rosenberg - drums
- Sascha Lazor - gitaar
- Carter Benson - gitaar
- Eduardo Hernandez - trombone